# Госпосветско поље
Госпосветско поље је место у долини реке Глан у Аустрији (Корушка), где су се устоличавале корушке војводе за време постојања словенске Кнежевине Карантаније. Назив је добило по месту Госпа Света, које је са Крнским Градом, седиштем карантанског кнеза, било средиште Карантаније. Од средине 15. века Госпа Света је словенско насеље на етничкој граници, а од средине 19. века је понемчено.

## Избор корушких војвода
У прво време збор Косеза - Земаљско веће, бирало је новог кнеза, а затим га уз присуство народа устоличавало на Госпосветском пољу, код кнежевог камена поред Крнског града. За време обреда кнез је био обучен у сељачко одело, које је симболизовало привремено ступање војводе у друштвени ред косеза. Касније, обред устоличавања се мењао, поставши пука формалност потврђивања предложених немачких кандидата, док 18. марта 1414. није укинут.